# Plusiodonta repellans
Plusiodonta repellans är en fjärilsart som beskrevs av Druce. Plusiodonta repellans ingår i släktet Plusiodonta och familjen nattflyn. Inga underarter finns listade i Catalogue of Life.